# Ntotila ishiharai
Ntotila ishiharai är en insektsart som beskrevs av Irena Dworakowska 1974. Ntotila ishiharai ingår i släktet Ntotila och familjen dvärgstritar. Inga underarter finns listade i Catalogue of Life.